# 光世
光世（みつよ、生没年未詳）は、平安時代末期、筑後国（現在の福岡県南部）の刀工。典太、伝太と称す。法名、元真。
三池（現在の福岡県大牟田市）に住んでいたため、三池典太（みいけてんた、あるいは、みいけでんた）、三池典太光世とも呼ばれる。

## 作風
- 身幅が広く豪壮。
- 刀剣に魂が乗り移り、魔を追い払う能力を持つと言われている。（前田家が大典太を所有する経緯となった伝承など）
- 切れ味が鋭く、多数の文献に残されている。

## 作品
- 「大典太光世」足利将軍家以来の重宝で名高い、天下五剣のひとつ。
- 「妙純傳持ソハヤノツルキウツスナリ」徳川家康の愛刀。坂上田村麻呂の愛刀ソハヤノツルギの写しとも。無銘だが光世の作と伝えられる。
- 「短刀 銘光世」細川幽斎が 本妙寺に寄進した短刀。重要文化財に指定されている。
- 「光世」徳川吉宗が刺田比古神社に寄進した太刀。大正13年に国宝に指定されたが、昭和20年の和歌山大空襲で焼失した。[1]

## 三池派
一派は三池に住んでいたので、三池派という。
三池派の銘には、次のようなものが残されているが、文献によりまちまちで関連ははっきりとはしない。
- 三池住元真
- 三池住光世
- 定守
- 傳多
- 光世作
- 利延
- 利成
- 広次
- 善行
- 吉行
- 国永
- 盛次
- 典太
- 傳太
- 傳太光世
- 政定
- 顕次
- 守綱
- 実世
- 正国
- 次信
- 継信
- 三池元光

## その他
- 大牟田市高泉には、三池典太の鍛冶場があったと言われる場所がある。炉があったところだけは、いくら寒い日でも霜が降りないという言い伝えがある[2]。
- 大牟田市甘木には、三池典太の墓といわれる石がある。文字などは彫られていないが、触れば祟りがあると言い伝えられる[要出典]。
- 大牟田市三池にある酒蔵を改装した料亭「光世会館」の名前は、三池典太光世に因む。
- 福岡県みやま市瀬高町には、三池典太の弟子の墓と言い伝えられる石碑がある（市役所観光課に問い合わせたが所在不明)[要出典]。
- 時代劇では柳生三厳（柳生十兵衞）の愛刀としてよく知られており登場も多い。

## 光世を題材とした作品

### 小説
- 「ソハヤの記憶」（『伝奇無双「秘宝」』収録）谷津矢車、戯作舎〈戯作舎文庫〉、2019年3月。（電子書籍）